# Monte Ngerchelchuus
Monte Ngerchelchuus también llamado a veces Monte Makelulu (en inglés: Mount Ngerchelchuus o Mount Makelulu) es una montaña que constituye el punto más alto de Palaos. El monte está situado en la frontera de los estados de Ngardmau y Ngaremlengui, en la isla de Babeldaob. Alcanza una altura máxima de 242 metros sobre el nivel del mar.